# 尼古拉伊·波多羅夫
尼古拉伊·波多羅夫（1986年5月30日—）是一位保加利亞足球運動員，在場上的位置是右後衛。他現在效力於英格蘭足球冠軍聯賽球隊富勒姆足球俱樂部.。他也代表保加利亞國家足球隊參賽。